# آواخیل
آواخیل (به لاتین: Avaxıl) یک منطقه مسکونی در جمهوری آذربایجان است که در شهرستان شماخی واقع شده است. آواخیل ۵۳۴ نفر جمعیت دارد.